# Pararge praeappennina
Pararge praeappennina är en fjärilsart som beskrevs av Ruggero Verity 1953. Pararge praeappennina ingår i släktet Pararge och familjen praktfjärilar. Inga underarter finns listade i Catalogue of Life.